# Johanniter-Krankenhaus (Genthin)

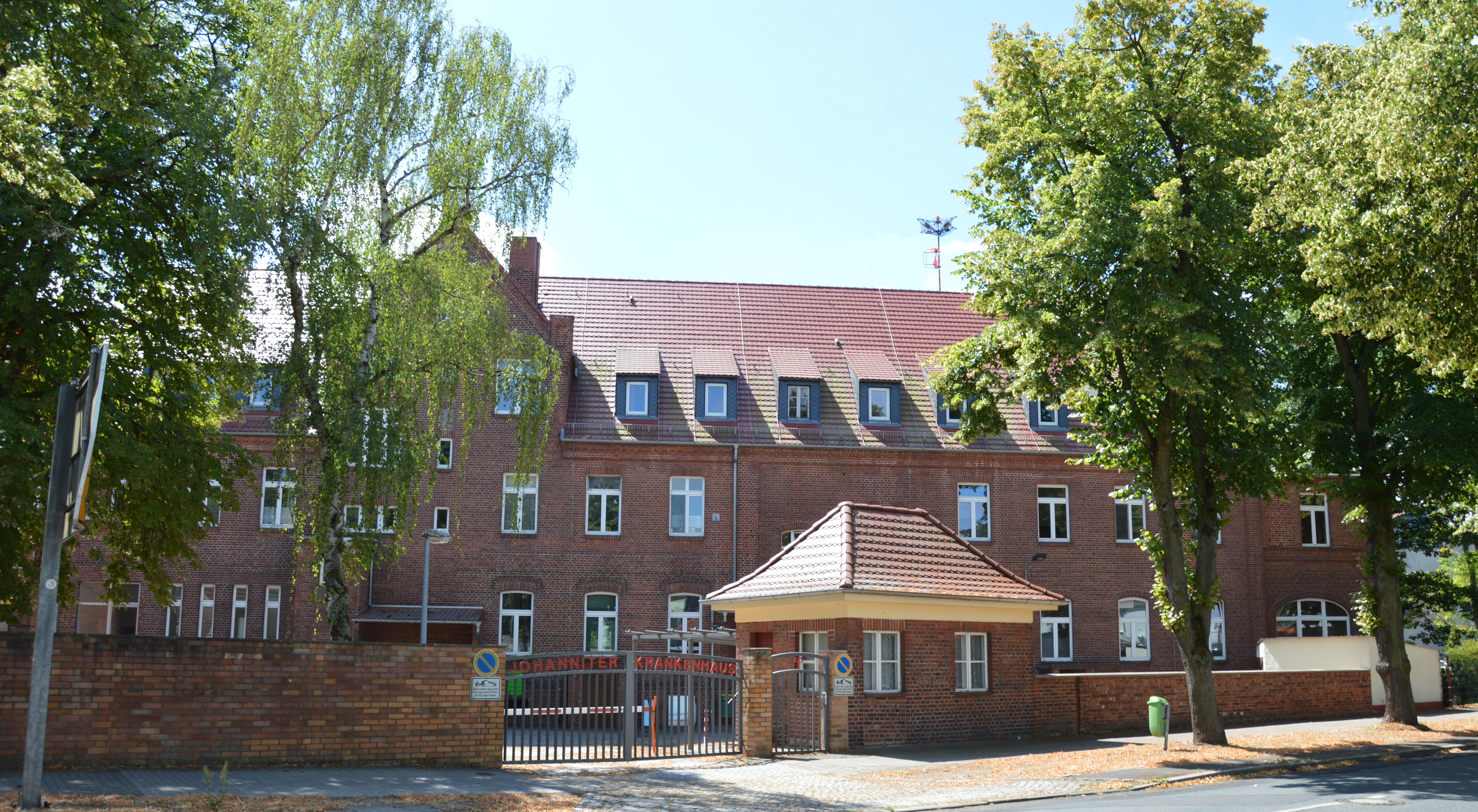
Johanniter-Krankenhaus, Eingang an der Berliner Chaussee, 2018

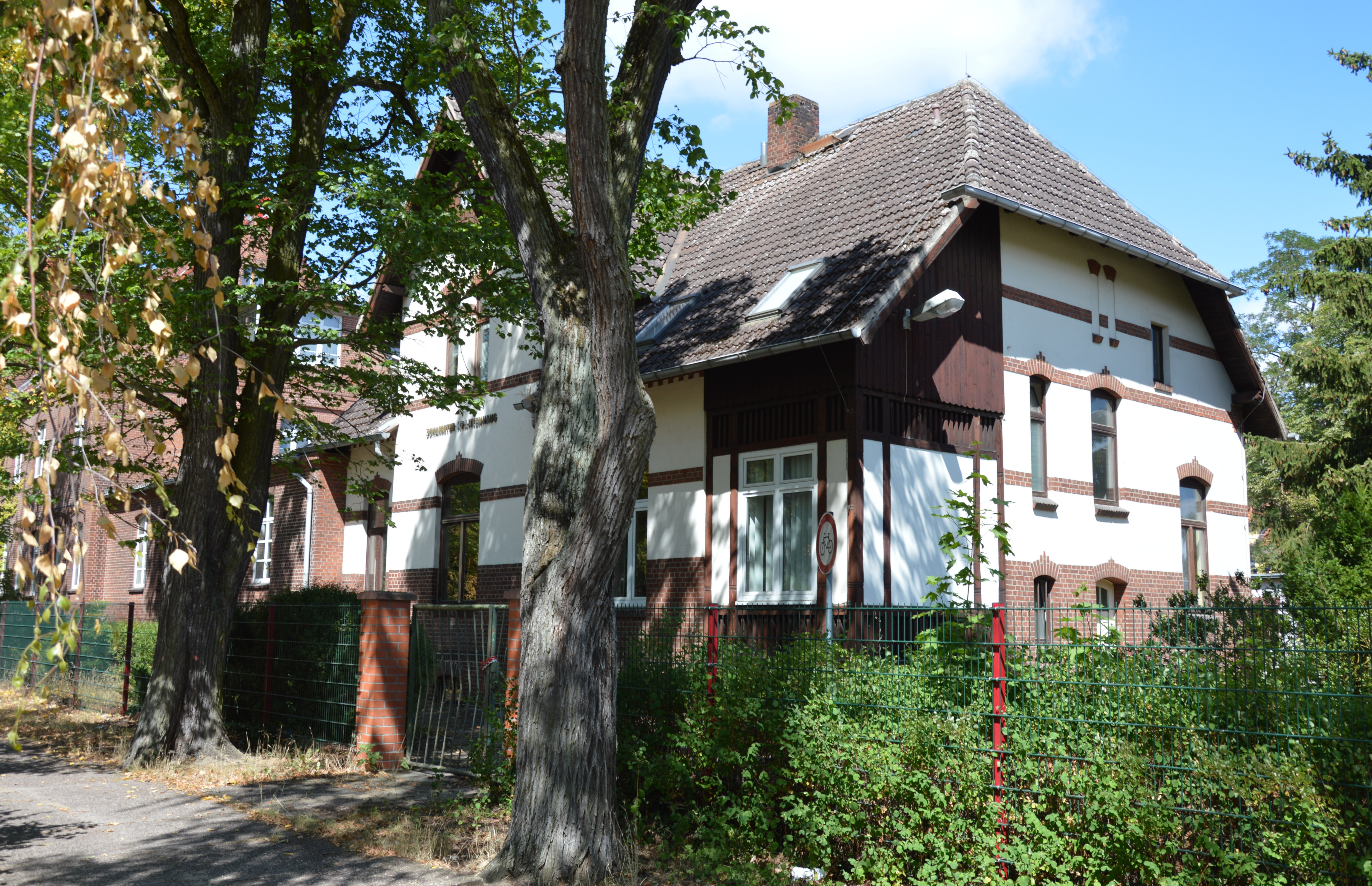
Gebäude an der Karower Straße, 2018

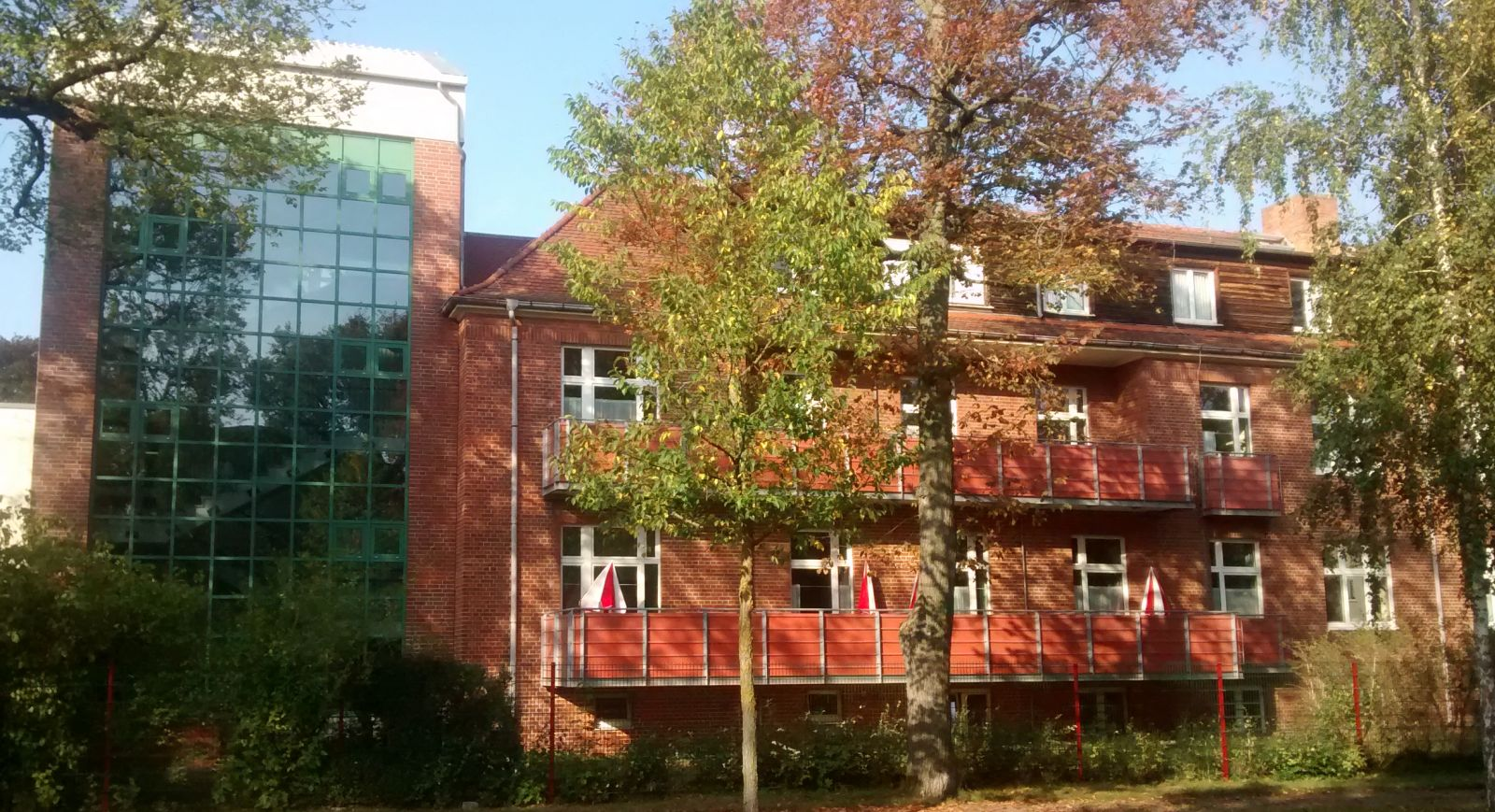
Krankenhausgebäude am Tag der Schließung am 29. September 2017

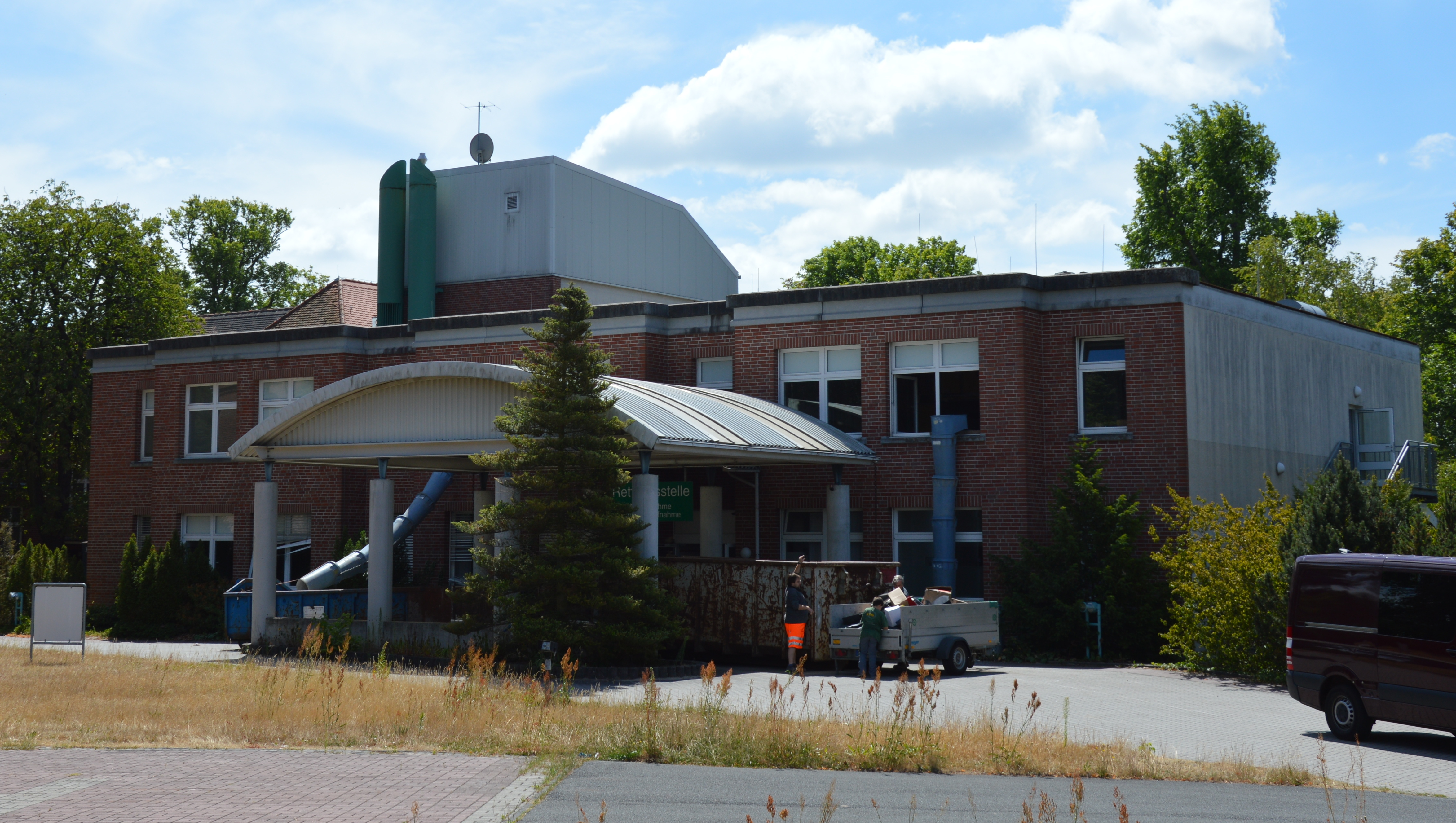
Abrissarbeiten am Neubau am 9. Juli 2018

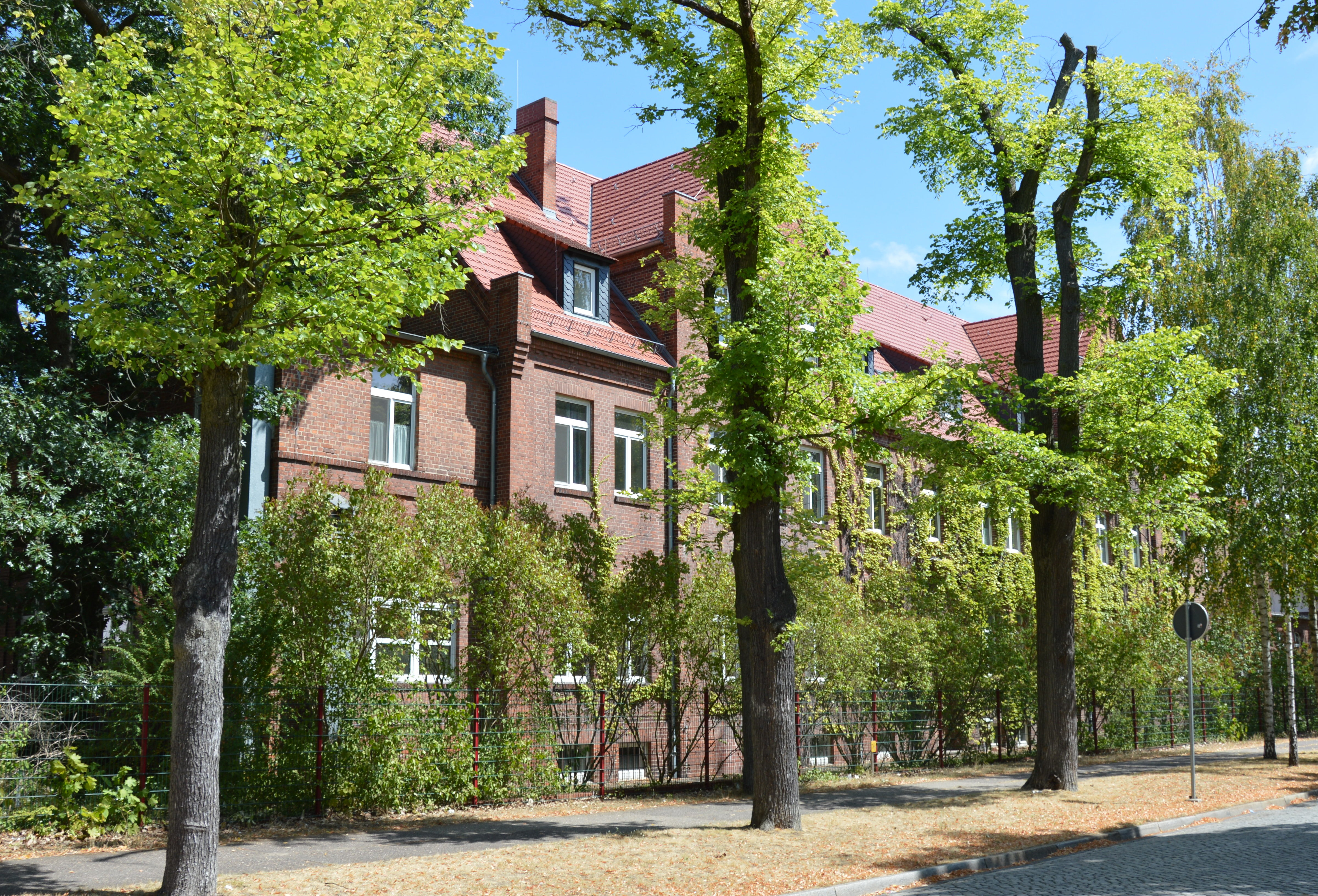
Gebäude, 2018

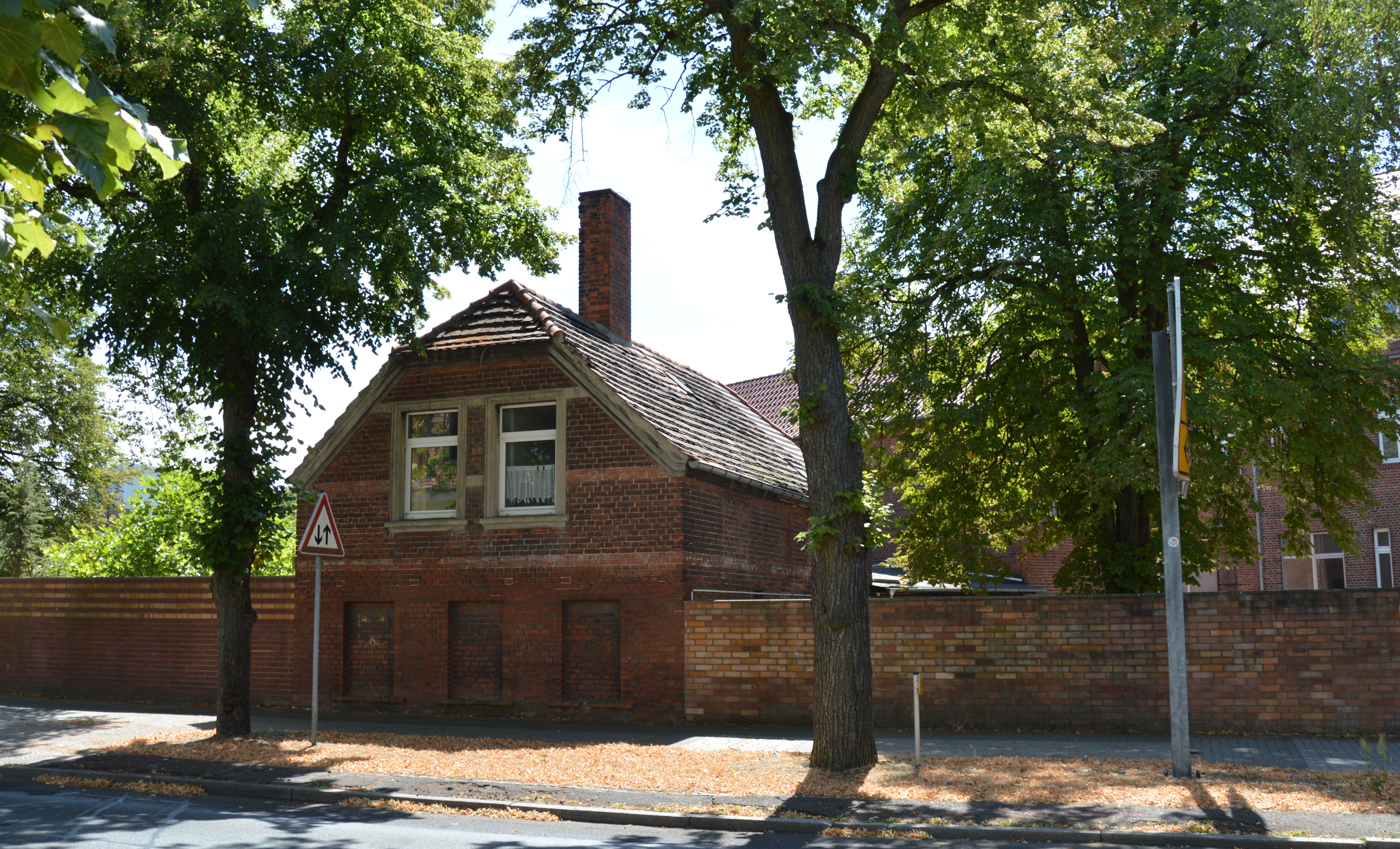
Haus an der Berliner Chaussee

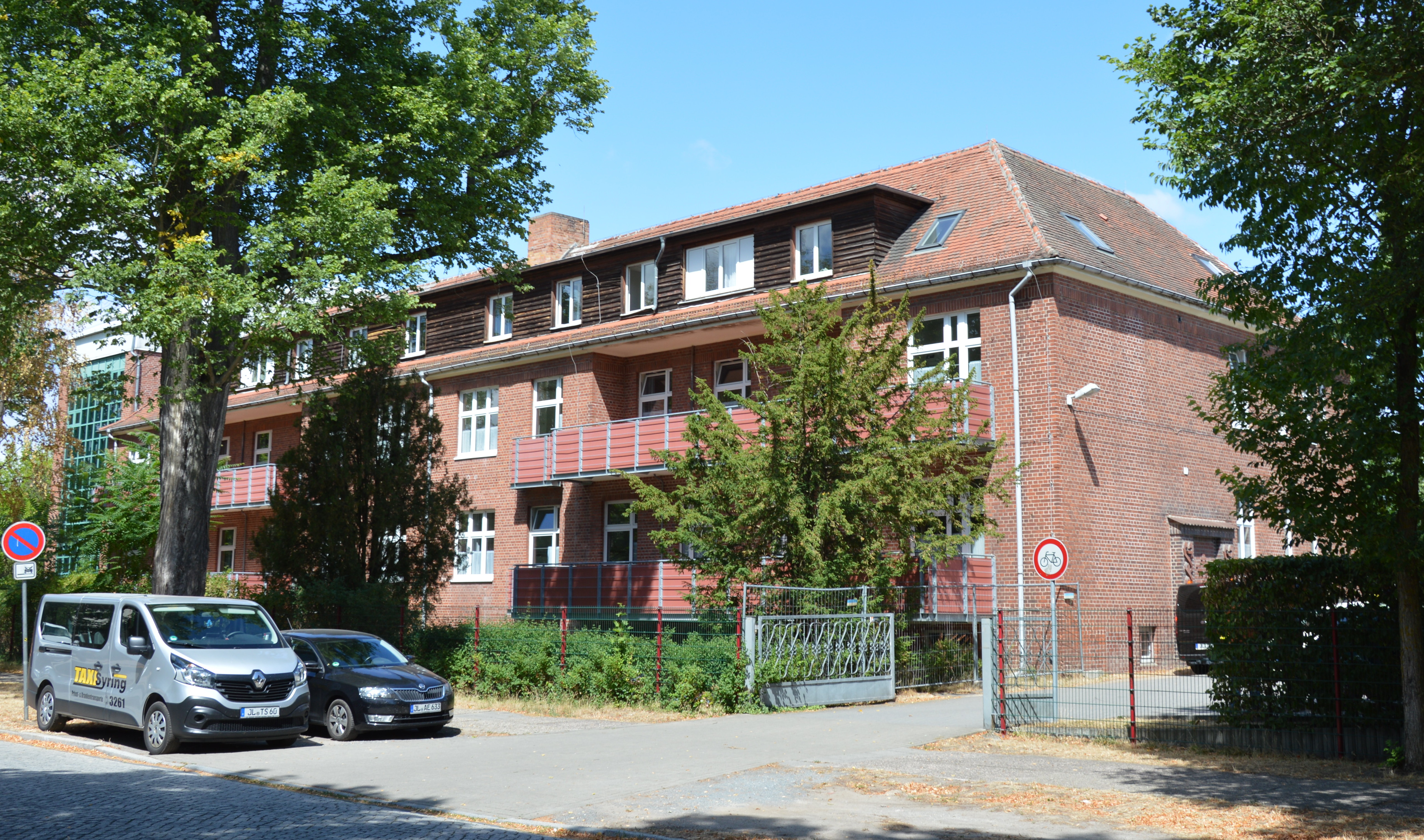
Karower Straße

Das Johanniter-Krankenhaus ist ein in Teilen denkmalgeschützter Krankenhauskomplex in Genthin in Sachsen-Anhalt. Seit 2017 ist das Krankenhaus nicht in Betrieb.

## Lage
Es befindet sich an der Adresse Karower Straße 1–3, am östlichen Rand der Genthiner Altstadt, in einem von Karower Straße im Süden und Berliner Chaussee im Norden gebildeten Dreieck.

## Architektur und Geschichte
Der Rittertag des Johanniterordens beschloss am 18. September 1866 den Bau des Krankenhauses in Genthin, der ab 1867 erfolgte.
Die Eröffnung des Johanniter-Krankenhauses war am 15. Juli 1868 mit zunächst 30 Betten erfolgt. 1908 wurde ein Isolierhaus mit zehn Betten errichtet. Die Bettenkapazität war nun auf 54 Betten angewachsen. Durch einen von der Inneren Mission Genthin und Jerichow finanzierten Anbau konnten ab 1926 dann 90 Betten bereitgestellt werden. Bis 1938 war die Bettenanzahl auf 170 angestiegen. Während des Zweiten Weltkriegs entstand auf dem Krankenhausgelände eine als Reservelazarett genutzte Baracke.
1945 kamen 150 aus Danzig vertriebene Diakonissen an das Krankenhaus. Von Mai bis Juni 1945 arbeitete kurzzeitig die berüchtigte ehemalige KZ-Aufseherin Erika Bergmann als Hilfskrankenschwester im Haus. 1947 wurde eine Schule für Krankenpflege begründet. Mit dem Verbot des Johanniter-Ordens in der Sowjetischen Besatzungszone übernahm die Evangelische Kirche das Krankenhaus in ihre Trägerschaft.
Am 1. April 1977 wurde als neuer Chefarztbereich eine Abteilung für Anästhesie und Intensivmedizin gegründet. 1981 folgte die Eröffnung einer interdisziplinären Intensivstation.
Am 5. Mai 1991 wurde das Krankenhaus von der evangelischen Kirche an den Johanniter-Orden rückübertragen. Es folgten größere Modernisierungen und Investitionen. Am 13. November 1993 begann der Neubau eines Funktionsgebäudes. Außerdem wurde ein neues Bettenhaus eingeweiht. Die Inbetriebnahme des Funktionsbaus samt zentraler Aufnahme, Rettungsstelle Operationsbereich und Behandlungszimmern fand am 13. Januar 1996 statt. Im gleichen Monat erfolgte die Einrichtung einer HNO-Belegabteilung. Die chirurgischen Kliniken wurden im Dezember 1997 saniert. Ab März 1999 bestand in der Inneren Klinik ein Diabetes-Schulungs- und Behandlungsbereich. 2001 erfolgte die Anerkennung als Diabetes-Therapieeinrichtung. Im Januar 2002 wurde eine Dialysepraxis auf dem Krankenhausgelände eingerichtet.
Im Jahr 2002 erfolgte eine Fusionierung des von den Johannitern betriebenen Krankenhauses mit dem Johanniter-Krankenhaus in Stendal zum Johanniter-Krankenhaus Genthin–Stendal. Ab Februar 2004 wurden orthopädische Leistungen angeboten, wobei die Leitung hierfür in Stendal lag. Ein Computertomograph Emotion Duo wurde am 24. Februar 2010 in Betrieb genommen.
Im Frühsommer 2017 wurde angekündigt, dass der Standort Genthin mit zuletzt noch 60 Betten zum Jahresende 2017 geschlossen werden sollte. Zur Begründung wurden finanzielle Verluste genannt. Wegen sich dann einstellender personeller Probleme wurde die Schließung dann bereits auf den 29. September 2017 vorgezogen und die verbliebenen 43 Mitarbeiter freigestellt.
Die weitere Nutzung des Objekts war offen. Die Johanniter teilten mit, dass eine Baureifmachung des Areals vorgesehen sei. Um spätere Neubebauungen zu ermöglichen, sei der Abriss von Gebäuden erforderlich. Auf Initiative des bündnisgrünen Stadtrates Lutz Nitz erfolgte, mit dem Ziel, den Abriss zu verhindern, am 9. Juli 2018 ein Vor-Ort-Termin mit dem Genthiner Bürgermeister Matthias Günther und dem bündnisgrünen Landtagsabgeordneten Olaf Meister. Meister sprach sich für die Klärung der Frage aus, ob Teilen des Komplexes eine Denkmaleigenschaft zukommt. Auf seine Bitte hin erfolgte eine kurzfristige Überprüfung durch das Landesamt für Denkmalpflege und Archäologie Sachsen-Anhalts, mit dem Ergebnis, dass der Altbau, die Erweiterungsbauten von 1908 und 1926 sowie das Pförtnerhaus und die Wäscherei unter Denkmalschutz stehen. Sie wurden am 17. Juli 2018 in das Denkmalverzeichnis unter der Erfassungsnummer 107 65013 als Baudenkmal eingetragen. Der beabsichtigte Abriss der historischen Gebäudeteile wurde so unterbunden.
Die Suche nach einem Nachnutzungskonzept hält an. (Stand 2018)